# Air Rengit / Pulau Muning
Air Rengit / Pulau Muning is een bestuurslaag in het regentschap Banyuasin van de provincie Zuid-Sumatra, Indonesië. Air Rengit / Pulau Muning telt 172 inwoners (volkstelling 2010).